# Adriana Eeckhout
Pour les articles homonymes, voir Eeckhout.
Adriana Eeckhout, née vers 1650 à Amsterdam et morte après 1722, est une actrice et dramaturge néerlandaise.

## Biographie
Adriana Eeckhout naît vers 1650 à Amsterdam. Elle est la fille de Rochus Conrad Eeckhout (vers 1630-1701), musicien, et de Susanna van Lee (1630?-1700), l'une des premières actrices professionnelles du théâtre d'Amsterdam. 
Adriana Eeckhout suit les traces de sa mère et monte sur scène. Elle est probablement liée au Schouwburg de 1678 à 1718. Son mari, Nicolaas Rigo, est également acteur au théâtre. De ce mariage naissent 3 filles et 4 fils, dont 3 sont morts jeunes. Ses deux filles, Anna Maria (1675-1718) et Isabella (1684-après 1722), rejoignent également le théâtre. Il est probable qu'après la mort de son mari en 1690, Adriana Eeckhout ait joué pendant plusieurs années dans des compagnies itinérantes afin de gagner sa vie et de subvenir aux besoins de ses quatre enfants. Nous savons seulement que son salaire au théâtre est passé de quatre florins et trois pennies en 1680 à cinq florins en 1690. 
Louée pour ses qualités d'actrice, elle intervient également sur les textes scéniques eux-mêmes. Par exemple, le dramaturge-acteur Ludolph Smids (1649-1729) mentionne qu'elle souhaite des changements dans sa tragédie Konradyn, koning van Napels en Sicilien (1686) (Worp 1, 36). Sa réputation, cependant, n'est pas entièrement irréprochable. Le 25 août 1679, Adriana Eeckhout déclare à l'officier en chef Hendrick Roeters qu'après une représentation, Anna du Cour lui a crié : « Voilà la petite Vénus [:prostituée] ». Adriana lui a répondu « que si elle avait besoin de quelque chose, elle le lui prendrait ». Anna a giflé Adriana, et, au cours de la bagarre, l'actrice a eu un doigt cassé. Un régent du théâtre a dû séparer les femmes combattantes (Sterck, 131).
En 1693, elle quitte le théâtre, mais y revient en 1708 et continue à s'y produire pendant plusieurs années, notamment en tant que danseuse.
Ce n'est qu'en 1722 qu'Adriana Eeckhout, âgée d'environ 72 ans, aurait fait ses adieux à la scène. On ne sait pas où et quand elle est morte.